# たかとりじゅんのビタミンJ!
『たかとりじゅんのビタミンJ!』（たかとりじゅんのビタミンジェイ）は、2004年3月29日から2011年4月1日まで茨城放送（現在のLuckyFM茨城放送）で放送していたワイド番組である。

## 放送時間
- 月曜 - 木曜 8:30 - 11:50、金曜 8:30 - 11:45 （2004年3月29日 - 2007年3月30日）
- 月曜 - 金曜 8:30 - 11:50 （2007年4月2日 - 2008年9月26日）
- 月曜 - 金曜 9:00 - 12:50 （2008年9月29日 - 2011年4月1日）

## 出演者
| 期間    | 期間   | パーソナリティ | アシスタント | アシスタント     |
| 期間    | 期間   | パーソナリティ | 月曜・火曜   | 水曜・木曜・金曜 |
| ------- | ------ | -------------- | ------------ | ---------------- |
| 2004.4  | 2006.3 | たかとりじゅん | 渡辺美奈子   | 今章子           |
| 2006.4  | 2009.9 | たかとりじゅん | 今章子       | 今章子           |
| 2009.10 | 2010.6 | たかとりじゅん | 石田絵里奈   | 林美津子         |
| 2010.7  | 2011.4 | たかとりじゅん | 田中里実     | 林美津子         |

## タイムテーブル
- 9:000 オープニング
- 9:070 今日のお元気さん
- 9:100 朝日新聞ニュース
- 9:130 天気予報
- 9:200 きてみて発見！芸術館（金曜）
- 9:270 IBS[1]交通情報
- 9:300 交通安全指導取締情報
- 9:330 移動採血車情報
- 9:400 JAさわやかモーニング（月曜 - 木曜）、いばらきコープのわいわい広場（金曜）
- 9:450 快適生活ラジオショッピング
- 9:560 天気予報
- 10:00 今日のお元気さん
- 10:23 ジャパネットたかたラジオショッピング
- 10:30 IBS交通情報
- 10:35 知っていますか？クスリのお話（月曜）、思い出のスクリーンミュージック（火曜・木曜）
- 10:45 日本の歌・こころ歌（火曜・水曜）、シビックホットポイント（木曜）、お魚アラカルト（金曜）
- 10:56 天気予報
- 11:00 今日のお元気さん
- 11:02 スクーピーレポート
- 11:27 茨城新聞ニュース
- 11:35 ぼくの作文わたしの作文
- 12:00 ミュージックオブメモリー（2008年9月26日放送分までは単独番組扱い。）
- 12:20 スクーピーレポート
- 12:30 お昼のニュース
- 12:33 天気予報
- 12:35 交通安全指導取締情報
- 12:40 エンディング

### 過去のコーナー
- クイズ現在過去未来（月曜 - 木曜） - 10時台の「今日のお元気さん」直後の10:05から放送されていたが、スポンサー企業が倒産すると同時にコーナーの提供からも撤退したため、2006年12月28日放送分をもって終了した。
- くめ納豆倶楽部（金曜）
- iiasつくば The LIVE - 日曜正午に放送されていた『iiasつくば トーキングモール･プラス』の引き継ぎコーナー。単独番組時代には毎週生放送されていたが、コーナー化してからは毎月第3日曜に収録・次の木曜10:05から20分程度放送という形になった。2009年8月20日放送分から2010年3月18日放送分まで実施。

## テーマ音楽

### 番組テーマソング
- 魔法の言葉 〜Would you marry me?〜（Do As Infinity） - 番組メインテーマ曲
- 恋はピンポン（リチャード・クレイダーマン） - 『ミュージックオブメモリー』テーマ曲

### 中間ジングル
- BGMなし - 今と渡辺が「ビタミーン」と叫び、たかとりが「J!」と叫ぶバージョン
- アタックNo.1 2005 （福田沙紀） - BGMはサビの部分を使用しており、たかとりが鬼コーチ、今と渡辺がバレー部員という設定で、最後に「ビタミンJ!」と発する。
- マツケンサンバ（松平健） - BGMはイントロ部分のみで、たかとりが「ビタミンJ!」と発した後、今と渡辺が「オーレ！」と発する。
- アルゴリズムたいそう（いつもここから） - BGMはインストゥルメンタルバージョンで、今→今＋渡辺→今＋渡辺＋たかとりが「たららららん」と歌い、最後に「ビタミンJ!」と発する。